# آگنیشکا کوتولانکا
آگنیشکا کوتولانکا (لهستانی: Agnieszka Kotulanka؛ ‏ ۲۶ اکتبر ۱۹۵۶ – ۲۰ فوریهٔ ۲۰۱۸) بازیگر اهل لهستان بود. وی دانش‌آموختهٔ آکادمی ملی هنرهای نمایشی الکساندر زلوروویچ در ورشو بود و بین سال‌های ۱۹۸۰ تا ۲۰۱۲ میلادی فعالیت می‌کرد.
از فیلم‌ها یا برنامه‌های تلویزیونی که وی در آن نقش داشته‌است، می‌توان به هفته مقدس و طایفه اشاره کرد.